# Kompleks niższości
Kompleks niższości – jeden z około pięćdziesięciu wyróżnianych obecnie kompleksów. Kompleks niższości to pojęcie wprowadzone do psychoanalizy na początku XX wieku przez lekarza i psychoanalityka, Alfreda Adlera, twórcy tak zwanej psychologii indywidualnej.
Teoria Adlera ewoluowała od przyjęcia, że agresja jest ważniejsza niż seksualność (która pełni podstawową rolę w psychoanalizie Freuda), poprzez stworzenie konstruktu "woli mocy", aż do przyjęcia jako podstawowego celu dążenia wszystkich ludzi i zapewniającego spójność osobowości – "dążenia do wyższości". Pojęcie to rozumiał jako dążenie do pełni osobowości czy samorealizacji, wprost formułował twierdzenie, że celem życia jest doskonałość.
Dążenie do wyższości jest ściśle związane z poczuciem niższości i kompensacją. Poczucie niższości jest wynikiem odkrycia jakiejkolwiek niedoskonałości czy ułomności. Na przykład każdy człowiek był dzieckiem, więc musiał czuć się gorszy, mniej sprawny i bardziej ułomny od dorosłego. Zdaniem Adlera poczucie niższości jest główną siłą napędową i motywem ludzkiego działania.
To uczucie niższości jest dane wszystkim ludziom, jeśli jednak dziecko jest zbyt rozpieszczane, zawstydzane lub odrzucane, to rozwija się kompleks niższości, czyli zorganizowany zespół wyobrażeń i wspomnień o dużej sile afektywnej, który jest częściowo lub całkowicie nieświadomy i zorganizowany wokół jądra kompleksu – tu uczucia niższości.
Kompleks wpływa wtedy na percepcję świata, akty woli, uczucia, postawy, wartości i zachowanie, stając się swoistym filtrem przetwarzania informacji.